# Allhartsberg
Allhartsberg ist eine Marktgemeinde mit 2252 Einwohnern (Stand 1. Jänner 2024) im Bezirk Amstetten im österreichischen Bundesland Niederösterreich.

## Geografie
Allhartsberg liegt im Mostviertel in Niederösterreich. Die Marktgemeinde liegt am rechten Ufer der Ybbs und erstreckt sich auf 21,4 km² am Fuße des Sonntagbergs. Der Hauptort mit der Pfarrkirche, dem Gemeindeamt und den Schulen liegt auf einer Seehöhe von 395 m.

### Gemeindegliederung
Katastralgemeinden sind: Allhartsberg (17,06 km²) und Kröllendorf (4,29 km²).
Seit 2020 ist Allhartsberg die einzige Ortschaft in der Gemeinde. Davor bestanden die Ortschaften Allhartsberg (inkl. Doppelgraben, Dorf, Ödel, Burgstall), Angerholz (inkl. Haag, Hofstetten), Kühberg (inkl. Hiesbach, Zauch), Maierhofen (inkl. Aiden, Bichl), Kröllendorf (inkl. Fohra), Brandstetten und Wallmersdorf.

### Nachbargemeinden
Die Nachbargemeinden sind Neuhofen an der Ybbs, St. Leonhard am Wald, Kematen an der Ybbs, Amstetten, Sonntagberg
| Kematen an der Ybbs | Amstetten                                   |                                       |
|                     | Kompassrose, die auf Nachbargemeinden zeigt | Neuhofen an der Ybbs                  |
| Sonntagberg         |                                             | St. Leonhard am Wald (Waidhofen/Ybbs) |

## Geschichte
Der im Volksmund „Türkenhügel“ bezeichnete Erdwall auf einem Plateau zwischen den steilen Abfällen zum Kalkofengraben und zur Ybbs ist der Rest einer eine bronzezeitliche Abschnittsbefestigung. Bei Grabungen im Jahr 1854 wurden Keramiken aus der  Frühbronzezeit sowie der Urnenfelderkultur gefunden.
Die erste urkundliche Erwähnung Adelhartesperge stammt aus dem Jahr 1116, als Bischof Ulrich von Passau dem Kloster Seitenstetten die Pfarre Aschbach mit ihren Tochterkirchen, darunter auch Allhartsberg, übergab. Der erste überlieferte Name ist ein Engilbolt de Adelhardesberger. Der Beiname „von Allhartsberg“ scheint danach öfter auf, der Standort der damaligen Burg ist jedoch unbekannt. Ab 1256 waren die Preuhaven von Steyr Burgherren, von 1339 bis 1666 waren die Landesfürsten Eigentümer, danach gingen Burg und Ort an die Grafen Lamberg. Im Jahr 1529 wurden Kirche und ein Teil des Ortes von durchziehenden Osmanen niedergebrannt.
Die vermutlich im 11. Jahrhundert erbaute Kirche zur hl. Katharina kam 1116 in den Besitz des Stiftes Seitenstetten. Zur Pfarrkirche erhoben wurde sie voraussichtlich vor 1300. Zu ihr gehörte bis 1783 auch die Wallfahrtskirche auf dem Sonntagberg. Aus dieser stammt auch der frühbarocke Hochaltar der Pfarrkirche, der 1677 übertragen wurde.
Die kleine spätgotische Kirche in Wallmersdorf wurde um 1518 erbaut und dem hl. Sebastian geweiht.
Das Dorf Chrellindorf (Kröllendorf) wurde bereits 1033 erstmals urkundlich erwähnt. Ein alter Herrschaftssitz ist das Schloss Kröllendorf. Der gut erhaltene Bau dürfte einen frühbarocken Kern enthalten, der im vorigen Jahrhundert umgestaltet worden ist. Die Darstellung Vischers aus 1672 zeigt kaum Übereinstimmungen mit dem heutigen Bau. Im Laufe der Geschichte zählten die Adelsgeschlechter der Wasner, Schirmer, Geyer von Osterburg sowie der Freiherr von Stiebar zu den Besitzern des Gutes.
Die Schule wird erstmals 1736 als Pfarrschule erwähnt und war im Haus Allhartsberg Nr. 10 untergebracht. Im Ortsteil Hiesbach wurde im Gebäude der ehemaligen Volksschule 1976 eine Tagesheimstätte für Behinderte eingerichtet.
Laut Adressbuch von Österreich waren im Jahr 1938 in Allhartsberg vier Gastwirte, zwei Gemischtwarenhändler, ein Müller, ein Schmied, zwei Schneider und zwei Schneiderinnen, drei Schuster, zwei Zimmermeister und mehrere Landwirte ansässig. Weiters gab es im Ort ein Sägewerk und den Spar- und Darlehenskassen-Verein Hilm-Kematen und Umgeb. reg.Gen.m.unb.H.
1972 wurde im Zuge der Gemeindezusammenlegung die Gemeinde Kröllendorf mit dem Ort Wallmersdorf der Gemeinde Allhartsberg angeschlossen. Allhartsberg erhielt 1983 das Marktrecht.

### Einwohnerentwicklung
| Allhartsberg: Einwohnerzahlen von 1869 bis 2024     | Allhartsberg: Einwohnerzahlen von 1869 bis 2024 | Allhartsberg: Einwohnerzahlen von 1869 bis 2024 | Allhartsberg: Einwohnerzahlen von 1869 bis 2024 | Allhartsberg: Einwohnerzahlen von 1869 bis 2024 |
| --------------------------------------------------- | ----------------------------------------------- | ----------------------------------------------- | ----------------------------------------------- | ----------------------------------------------- |
| Jahr                                                |                                                 |                                                 |                                                 | Einwohner                                       |
| 1869                                                | 1869                                            |                                                 | 1.064                                           | 1.064                                           |
| 1880                                                | 1880                                            |                                                 | 1.109                                           | 1.109                                           |
| 1890                                                | 1890                                            |                                                 | 1.125                                           | 1.125                                           |
| 1900                                                | 1900                                            |                                                 | 1.333                                           | 1.333                                           |
| 1910                                                | 1910                                            |                                                 | 1.384                                           | 1.384                                           |
| 1923                                                | 1923                                            |                                                 | 1.381                                           | 1.381                                           |
| 1934                                                | 1934                                            |                                                 | 1.390                                           | 1.390                                           |
| 1939                                                | 1939                                            |                                                 | 1.381                                           | 1.381                                           |
| 1951                                                | 1951                                            |                                                 | 1.406                                           | 1.406                                           |
| 1961                                                | 1961                                            |                                                 | 1.447                                           | 1.447                                           |
| 1971                                                | 1971                                            |                                                 | 1.519                                           | 1.519                                           |
| 1981                                                | 1981                                            |                                                 | 1.601                                           | 1.601                                           |
| 1991                                                | 1991                                            |                                                 | 1.724                                           | 1.724                                           |
| 2001                                                | 2001                                            |                                                 | 1.765                                           | 1.765                                           |
| 2011                                                | 2011                                            |                                                 | 2.012                                           | 2.012                                           |
| 2021                                                | 2021                                            |                                                 | 2.189                                           | 2.189                                           |
| 2024                                                | 2024                                            |                                                 | 2.252                                           | 2.252                                           |
| Quelle(n): Statistik Austria, Gebietsstand 1.1.2021 |                                                 |                                                 |                                                 |                                                 |

## Kultur und Sehenswürdigkeiten
- Schloss Kröllendorf

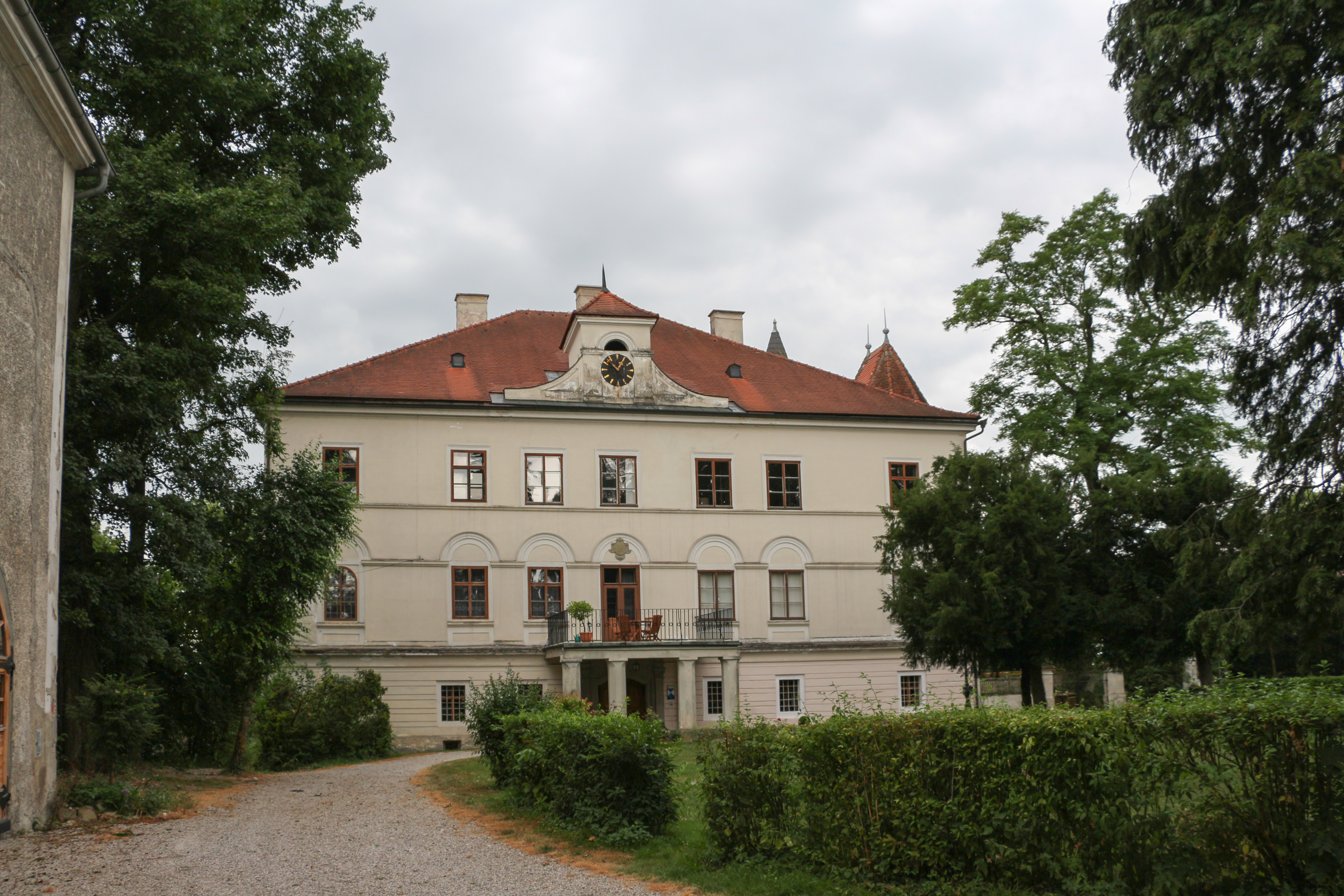
Schloss Kröllendorf

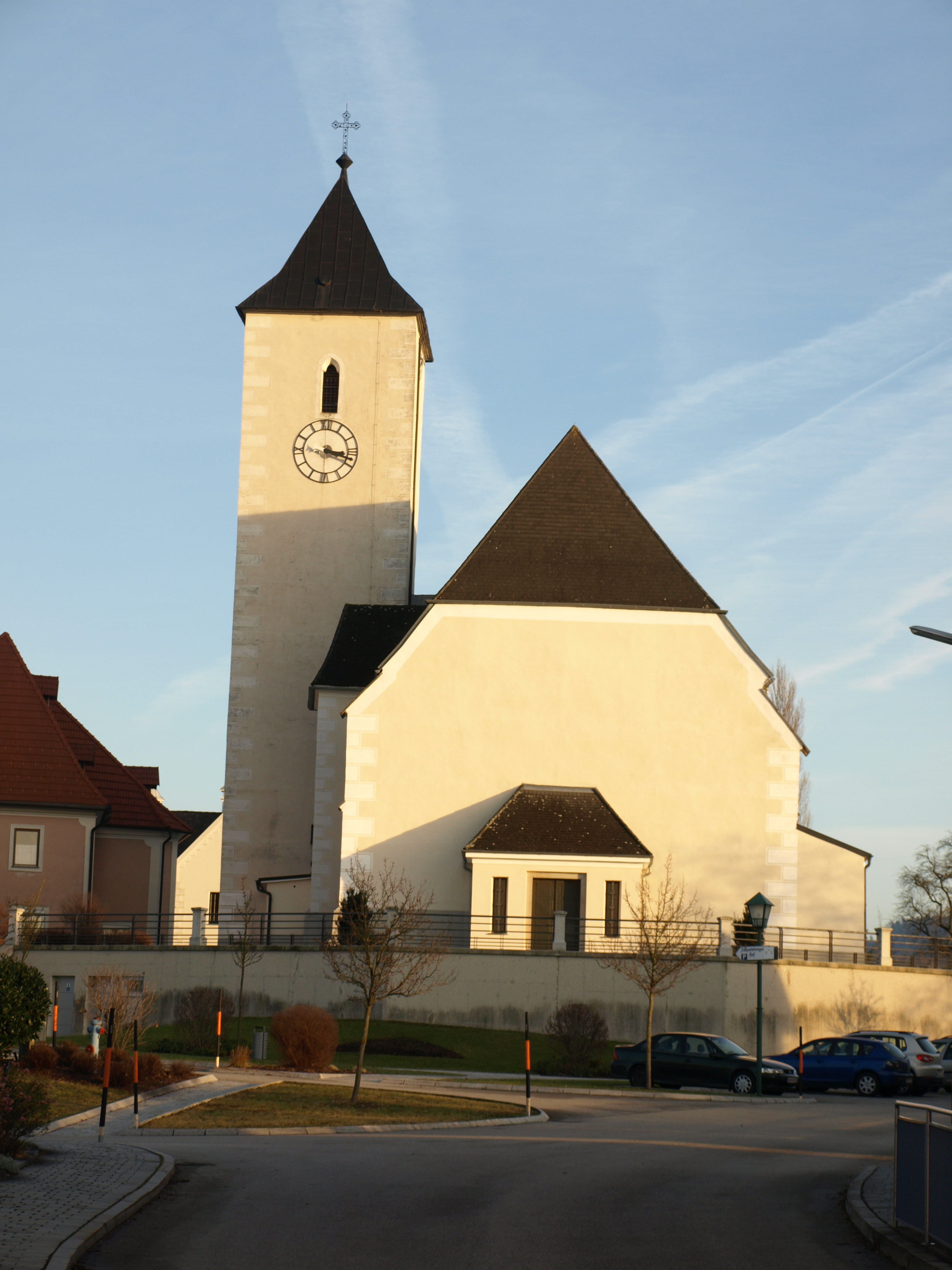
Pfarrkirche Allhartsberg

- Katholische Pfarrkirche Allhartsberg hl. Katharina: Der spätgotische Kirchenbau zeigt sich in dominierender Hochlage. Die Außenpartie ist durch Strebepfeiler und zweiteilige Spitzbogenfenster gegliedert und wird von einem Nordturm mit steilem Walmdach überragt. Die dreischiffige spätgotische Halle stammt aus dem Jahr 1503, der einjochige netzrippengewölbte Chor hingegen wurde schon um 1420 errichtet. Der wertvolle Hochaltar stand bis 1677 als Hochaltar in der Wallfahrtskirche auf dem Sonntagberg. Der barocke Pfarrhof wurde 1751 fertiggestellt.
- Filialkirche hl. Sebastian in Wallmersdorf
- Ein Rundwanderweg mit über 20 km Länge führt durch das gesamte Gemeindegebiet. Direkt durch Allhartsberg führt auch der Ostarrichi-Königshufenweg.
- Musik: Die Singgemeinschaft „Cantores Dei“ ist weit über die Grenzen hinaus bekannt. Sie veranstaltet Chorkonzerte, gestaltet Festmessen und gibt jährlich ein großes Chor-Orchesterkonzert in der Basilika Sonntagberg und der Stiftskirche Seitenstetten. Außerdem gibt es mit der TMK (Trachtenmusikkapelle) Allhartsberg einen weiteren Kulturträger im Ort. Sie spielt bei den verschiedenen Kirchenveranstaltungen und veranstaltet zudem jährlich das schon traditionelle Osterkonzert am Ostersonntag. Durch die regelmäßige Teilnahme an Marschmusik- und Konzertmusikbewertungen sowie Konzertreisen im In- und Ausland konnte die Kapelle ihre Bekanntheit steigern.

## Wirtschaft und Infrastruktur

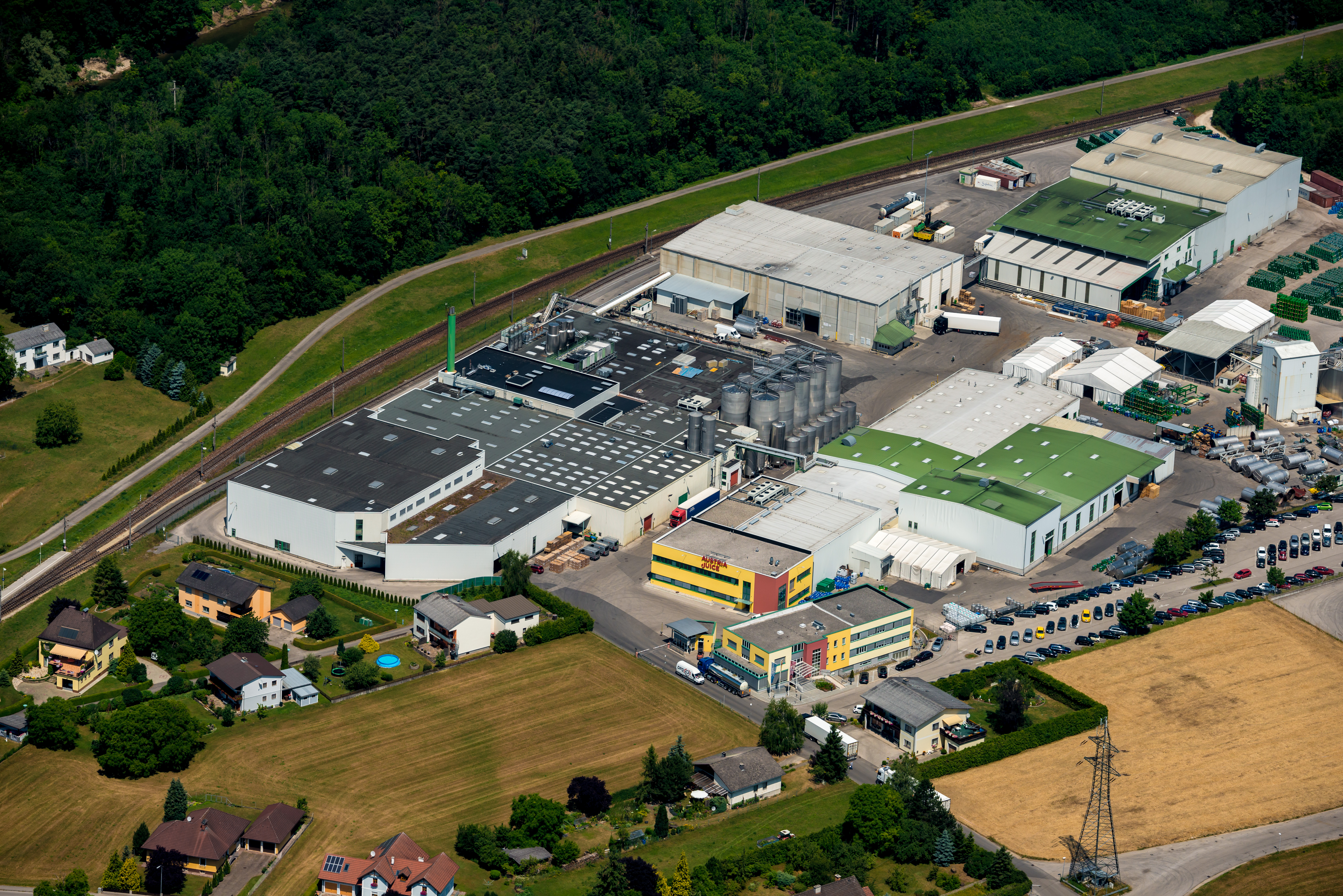
Ybbstaler Fruit Austria (Luftaufnahme von 2014)

### Unternehmen
- Austria Juice
- Agrana
- Eckes AG
- Ybbstaler Fruit Austria

### Verkehr
- Bahn: Der Ortsteil Kröllendorf hat einen Bahnhaltepunkt an der Rudolfsbahn.

### Bildung
In Allhartsberg gibt eine Volksschule und eine Neue Mittelschule.

## Politik

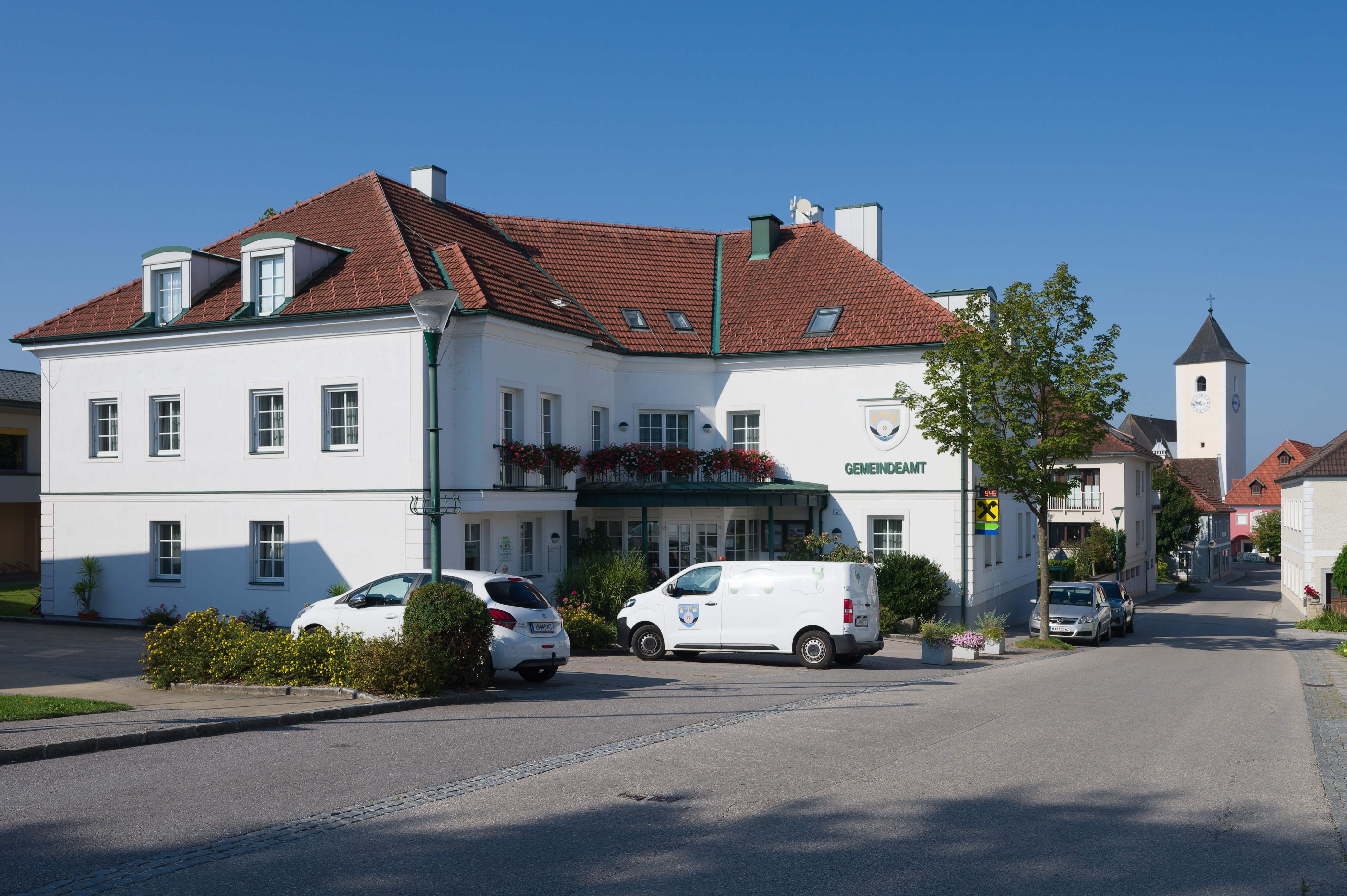
Gemeindeamt

### Gemeinderat
Der Gemeinderat hat 21 Mitglieder (seit 2015).
- Nach den Gemeinderatswahlen in Niederösterreich 1990 hatte der Gemeinderat folgende Verteilung: 15 ÖVP, 3 SPÖ und 1 FPÖ.
- Nach den Gemeinderatswahlen in Niederösterreich 1995 hatte der Gemeinderat folgende Verteilung: 14 ÖVP, 3 SPÖ und 2 FPÖ.[8]
- Nach den Gemeinderatswahlen in Niederösterreich 2000 hatte der Gemeinderat folgende Verteilung: 15 ÖVP, 3 SPÖ und 1 FPÖ.[9]
- Nach den Gemeinderatswahlen in Niederösterreich 2005 hatte der Gemeinderat folgende Verteilung: 14 ÖVP und 5 SPÖ.[10]
- Nach den Gemeinderatswahlen in Niederösterreich 2010 hatte der Gemeinderat folgende Verteilung: 16 ÖVP und 3 SPÖ.[11] (19 Mitglieder)
- Nach den Gemeinderatswahlen in Niederösterreich 2015 hatte der Gemeinderat folgende Verteilung: 17 ÖVP und 4 SPÖ.[12]
- Nach den Gemeinderatswahlen in Niederösterreich 2020 hatte der Gemeinderat folgende Verteilung: 17 ÖVP und 4 SPÖ.[13]
- Nach den Gemeinderatswahlen in Niederösterreich 2025 hat der Gemeinderat folgende Verteilung: 16 ÖVP, 3 FPÖ und 2 SPÖ.[14]

### Bürgermeister
- seit 1995 Anton Kasser (ÖVP)[15]

### Wappen
Blasonierung: „In einem blauen Schild ein silbernes Rad mit goldener Nabe, das in einem schwarzen Bogen läuft und das überragt wird von einem goldenen, zwei belaubte Äste tragendem Baum, der rechts mit einer ebensolchen Birne, links mit einem Apfel behangen ist.“

## Persönlichkeiten

### Söhne und Töchter der Gemeinde
- Bernhard Ebner (* 1973), Politiker (ÖVP)